# Yarilo

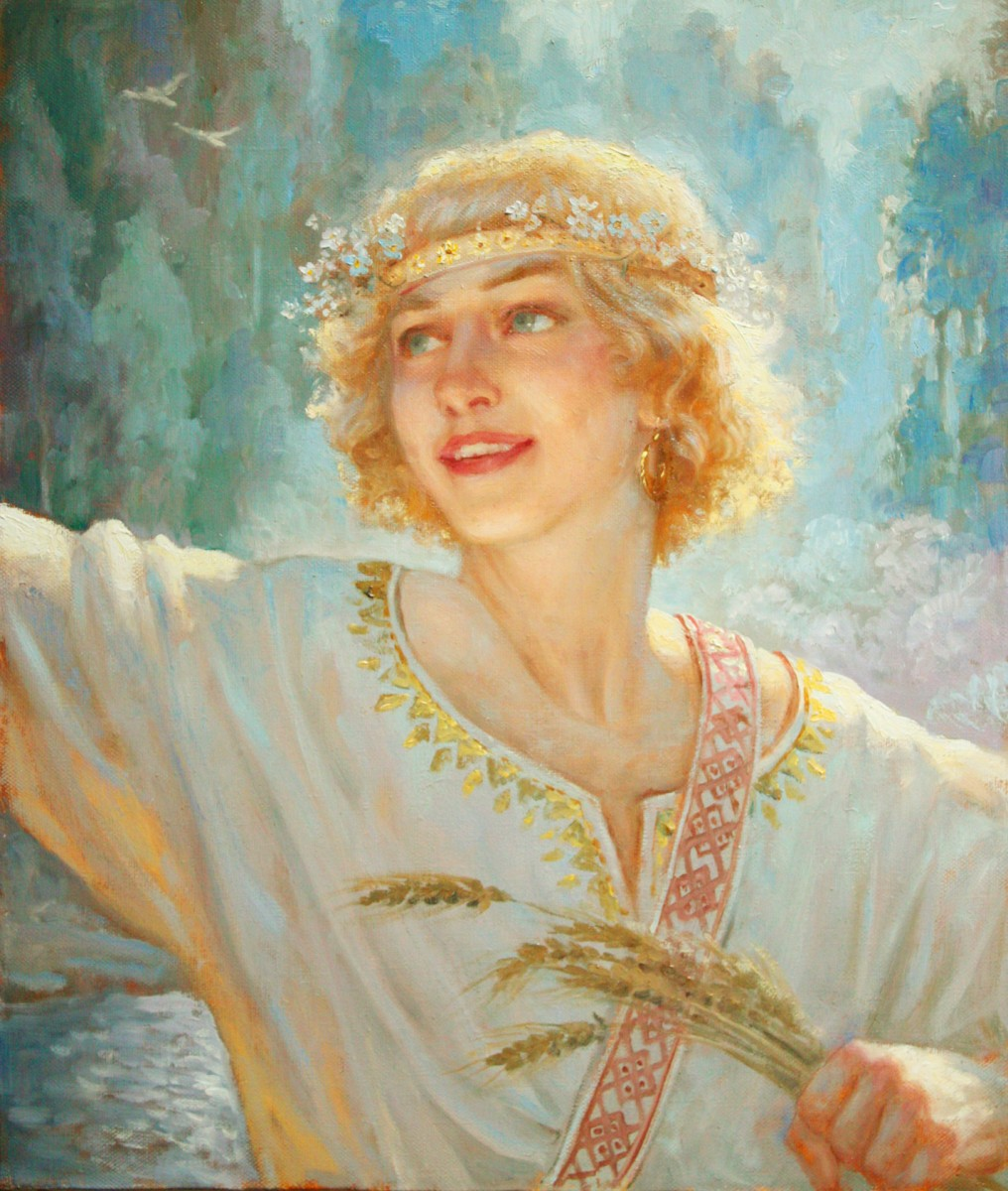
Yarilo por Andrey Shishkin (2016).

Yarilo (Cirílico: Ярило o Ярила; en polaco: Jaryło; en croata: Jura or Juraj; en serbio: Đurilo; eslavo: Jarovit), de manera alterna Jarilo, Larilo o Gerovit, es un Dios eslavo de la vegetación, la fertilidad y la primavera.
El prefijo eslavo jar o yar significa primavera o verano.

## Mito
Radoslav Katičić y Vitomir Belaj trataron de reconstruir el mito que rodeaba a Yarilo. De acuerdo con estos autores, él era una Deidad de vida, muerte y resurrección, se creía que renacía y moría cada año. Su ciclo vital mítico seguía el ciclo anual de varias plantas de trigo, desde la siembra, pasando por el brote, hasta la cosecha.
Yarilo era uno de los hijos del supremo Dios eslavo del Trueno Perun, su décimo y extraviado hijo nacido en la última noche de febrero, el festival de Velja Noć (Gran noche), la celebración eslava pagana del Año nuevo. Sin embargo ,en esa misma noche Yarilo fue arrebatado de su padre y llevado a mundo de los muertos, donde fue adoptado y criado por Veles, enemigo de Perun, Dios eslavo del inframundo y el ganado. Los eslavos creían que el inframundo era un lugar aún más verde, con primavera y humedad eterna y llanuras cubiertas de hierba, donde Yarilo creció resguardando el ganado de su padrastro. En la geografía mítica de los antiguos eslavos, la tierra de los muertos estaba ubicada supuestamente al otro lado del mar, donde las aves migratorias volaban cada invierno.
Con el advenimiento de la primavera Yarilo regresó del inframundo, y así, trayendo consigo la primavera y la fertilidad a la tierra. Los festivales de primavera de Jurjevo/Jarilo que sobrevivieron en el antiguo folklor celebraban su regreso. Katičić identificó una frase clave antiguos textos míticos que describían este sagrado retorno de la vegetación y la fertilidad como una rima, hoditi/roditi (caminar/dar a luz), que sobrevivió en canciones folklóricas:

...Gdje Jura/Jare/Yarilo hodit, tam vam polje rodit...
...A donde Jura/Jare/Yarilo camine, ahí tu campo dará a luz...

La primera deidad que notó el regreso de Yarilo al mundo de los vivos fue Morana, una diosa de la muerte y la naturaleza, y también una hija de Perun y hermana gemela de Yarilo. Ambos se enamorarían y cortejaría el uno con el otro a través de una serie de rituales tradicionales establecidos, imitados en varios rituales de bodas eslavas. La boda divina entre hermano y hermana, dos de los hijos del Dios supremo, fue celebrada en el festival del solsticio de verano, hoy conocidos como Ivanje o Ivan Kupala en varios países eslavos. Esta unión sagrada entre Yarilo y Morana, deidades de la vegetación y la naturaleza traería abundancia asegurada, bendiciones y fertilidad a la tierra, y también traería paz temporal entre los dos dioses eslavos más importantes, Perun y Veles, representando el cielo y el inframundo. Así, todos los requisitos previos se unirían para una cosecha bendecida y abundante que llegaría a finales del verano.
Sin embargo, como la vida de Yarilo estaba ligada con el ciclo vegetativo del trigo, después de la cosecha (lo cual era visto como la muerte de los cultivos), Yarilo también moría. El mito explicaba esto debido al hecho de que le era infiel a su esposa, así que ella y (o su padre Perun, o sus otros nueve hijos, los hermanos de ella) lo matan como castigo. Esta horrible muerte era, de hecho, un sacrificio como ritual, y Morana usa partes del cuerpo de Yarilo para construirse una nueva casa. Esta es una metáfora mítica que alude al rejuvenecimiento del cosmos entero, un concepto bastante similar al mito escandinavo de Ymir, un gigante del cual los dioses usaron su cuerpo para crear al mundo.
Sin embargo, sin su esposo, Morana se convierte en una bruja frustrada y vieja, una terrible y peligrosa Diosa de la muerte, la venida del invierno y las heladas, y moriría eventualmente al finalizar el año. Al iniciar el siguiente año ella y Yarilo renacen y el mito completo se vuelve a repetir.

## Asociación con la luna
En comparación con la Mitología báltica y de algunas fuentes folklóricas eslavas, uno puede deducir que Yarilo estaba asociado con la luna. Su naturaleza algo quisquillosa, lo cual lo llevó a traicionar a su esposa, era relacionada con el cambio de fases de la luna.

## Asociación con el caballo
Katičić y Belaj sugieren que el dios tenía una característica equina. Fuentes folklóricas enatizan fuertemente la presencia de un caballo (en festivales bielorrusos, por ejemplo, Yarilo era representado como una chica vestida de hombre y montado en un caballo), y también el hecho de que Yarilo recorrió un largo camino y sus pies están callosos. Y por eso él es el jinete de un caballo que también "camina".
- En descripciones históricas del paganismo eslavo occidental, uno encuentra muy seguido referencias a caballos sagrados mantenidos en templos, donde eran usados para la adivinación, y las predicciones eran hechas sobre la base de cómo el caballo caminaba por las hileras de flechas clavadas desde el suelo.
- En ciertas costumbres de algunas celebraciones de bodas bálticas y eslavas, un caballo simboliza a un esposo joven.
- En algunas canciones folklóricas eslavas, una esposa joven y enojada, aparentemente engañada por su esposo, mata a un caballo o le ordena a sus hermanos matarlo por ella.
- La identificación de Yarilo como un Dios travieso puede implicar al cambio de apariencia. Esto también puede ser visto en otras deidades paganas, así como Proteo y Loki, quien una vez tomó la forma de un caballo.

Todo esto condujo a Katičić y a Belaj a pensar que Yarilo fue concebido como un caballo.

## Eslovenia[2]
En el folclore esloveno la figura de la mitología eslava Yarilo recibe el nombre de Zeleni Jurij, Jurij, Vesnik o Jarnik.
Se cree que el día de San Jorge Zeleni Jurij despierta a la primavera habiendo derrotado previamente en un duelo a Rabolj, oponente de Zeleni Jurji, representante del invierno y el mundo telúrico -inframundo. En Štajersko se mantiene la tradición por la cual el día de San Jorge dos jóvenes disfrazados luchan entre sí representando la batalla entre Zeleni Jurij y Rabolj, es decir, simbolizando el paso del invierno al verano. En otras fuentes populares como en la canción "Trdoglav y Marjetica" se recoge el lance entre un héroe -presuntamente Zeleni Jurij- y Trdoglav, nombre con el que también es conocido el Dios del inframundo Veles. En esta canción Zeleni Jurij rescata a la joven Marjetica de su prisión en el castillo de Trdoglav, escapando con ella en su caballo. 
Algunos cuentos populares eslovenos y canciones mencionan una relación incestuosa entre un hermano y una hermana, que es reminiscencia del matrimonio sagrado ya mencionado en el mito de Kresnik. El hieros gamos está también conectado con Zeleni Jurij.
Ivanov y Toporov, filólogos rusos, encontraron trazas del mito de Zeleni Jurij-Trdoglav con la deidad balto-eslava Jarovit, un dios de la fertilidad adorado el 15 de abril. Otros filólogos como Radoslav Katičić lo relacionan con el mito eslavo que recoge el duelo entre el Dios del Trueno, Perun, contra un dragón.
Radoslav Katičić y Vitomir Belaj reconstruyeron el mito de Yarilo/ Zeleni Jurij, compartiendo la opinión de que es el hijo de Perun y por lo tanto, central en el mito pre-eslávico de la vegetación y la fertilidad. Por ello, Zeleni Jurij está conectado con el simbolismo del cíclico fluir del tiempo y la renovación. Zleni Jurij forma parte de la estructura mitológica repetida en otros panteones: el Dios de la fertilidad, el Dios Joven, hijo del Dios del Trueno que es el Dios Padre. Por otra parte, Marjetica (Vesna, Deva, en Croacia: Mare) es la Diosa Joven, hija de la Diosa Madre Mokoš, y Diosa de la fertilidad. Formando el típico triángulo de la mitología pre-eslava: hieros gamos o matrimonio sagrado entre Jurij y Marjetica y derrota del dragón/Veles/muerte/invierno.
En nuestros días, las costumbres y procesiones conectadas con Zeleni Jurij están siendo revividas en mayor parte por grupos folclóricos que los representan, particularmente en Bela Krajina, donde las costumbres de celebrar el día de San Jorge han sido preservadas por largo tiempo. 

## Identificación con San Jorge
- Yarilo fue identificado con San Jorge después de la llegada del cristianismo, posiblemente debido a la similitud en sus nombres, pero lo más probable es porque San Jorge usualmente es mostrado como un caballero en un caballo matando a un dragón, mientras que los eslavos creían que Yarilo tenía una apariencia equina, y que por un tiempo vivió en el verdoso inframundo con su padrastro Veles, imaginado como una deidad con apariencia serpentina o dragonesca.
- En algunos cuentos eslovenos Zeleni Jurij comparte con San Jorge el rol del Pastor de Lobos o Amo de los lobos. La gente que vivía en la vecindad de Karlovac solía decir que el día de San Jorge todos los lobos se reunían en un solo lugar esperándole. Finalmente llegaba montado en un fiero macho cabrío. También se creía que aparecía en la forma de un lobo blanco para asignar a los demás lobos sus zonas de caza.
- En Ledenice, Austria, existía una costumbre popular el día de San Jorge que fue descrita por Franz Koschier:[7] después de encender una hoguera en una colina los mozos cavaban también una tumba para San Jorge. Uno de los mozos ataviado con ramas verdes y hojas era depositado en ella y después de unas plegarias se incorporaba de la tumba resucitado y perseguía a los demás muchachos colina abajo. Esta representación simboliza la despedida del invierno -el fuego es un elemento purificador de los nuevos ciclos- y el renacimiento de la primavera.

## Yarilo enLa Rama Dorada(J.G.Frazer)
J.G.Frazer presenta en su obra La Rama Dorada (1922), una teoría sobre el origen de la figura de Yarilo/ Jarilo/ Zeleni Jurij o Jorge el Verde. 
Frazer se fundamenta en la investigación de J.Grimm sobre la denominación teutónica de "templo" y parte de la premisa de que los más viejos santuarios de las tribus del tronco lingüístico fino-ugrio fueron bosques naturales. Según el autor, multitud de cultos religiosos se celebraban alrededor de los árboles sagrados como el sacrificio de víctimas. Así, el papel religioso de los árboles y bosques sagrados para estas sociedades era importante y por ello se dictaban duras sanciones contra aquellos que los dañaran. En el caso de los antiguos germanos, se castigaba a aquel que descortezara uno de estos árboles cortándole el ombligo y enrollando sus intestinos alrededor del tronco sin corteza para reemplazar la piel de la víctima. En Roma, todos los ciudadanos cuidaban de un cornejo sagrado que crecía en el Foro. En el santuario de Esculapio en Cos, cortar un ciprés estaba castigado con una multa de un millar de dracmas. Además de la prohibición de cortar madera en los bosques sagrados, tampoco se podían romper ramas e incluso estaba prohibida la entrada a mujeres. 

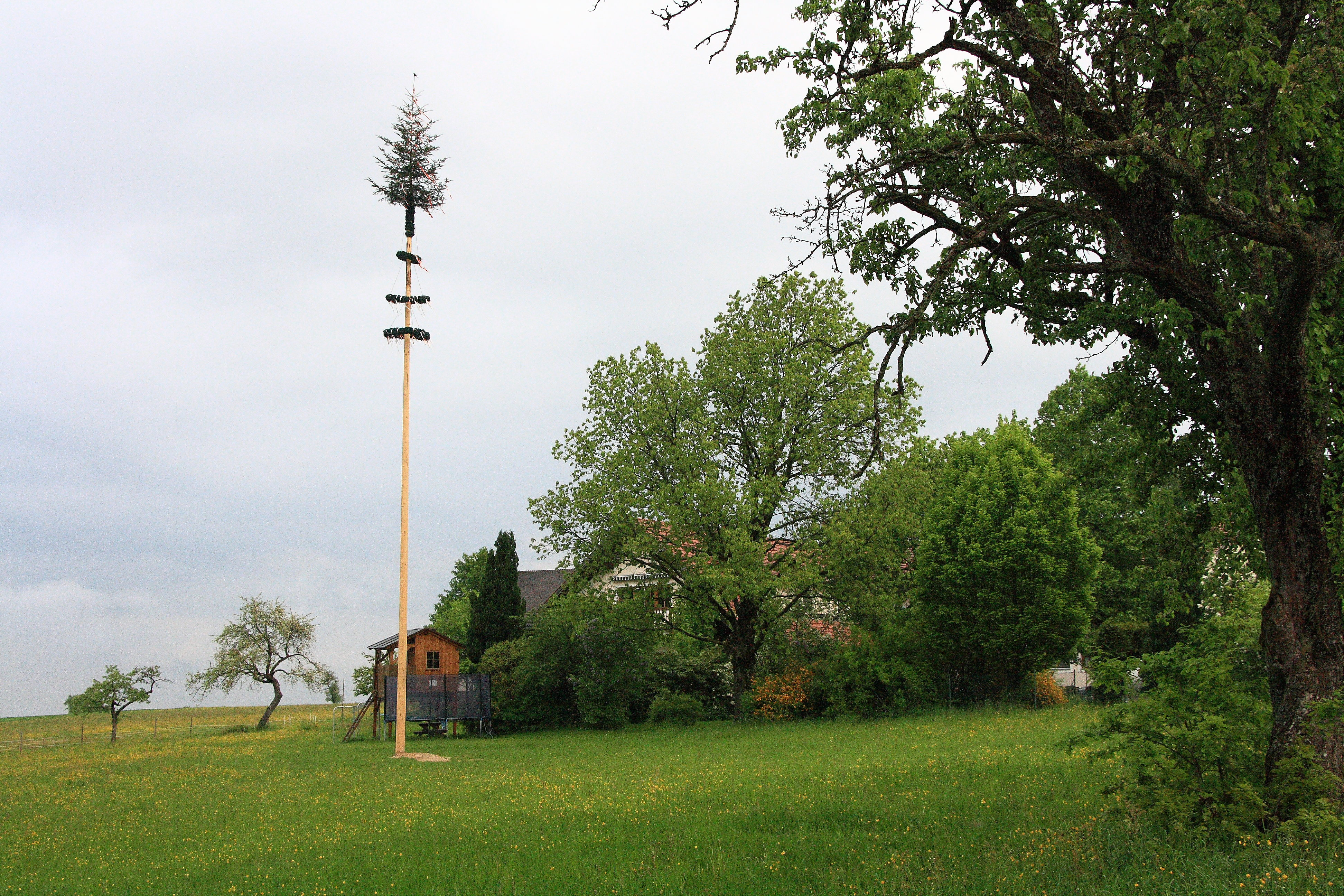
Árbol mayo

La base de estas costumbres es la creencia en que árboles y plantas tenían espíritu, como los hombres, y hasta sexo, oficiándose matrimonios entre ellos. Frazer ofrece el caso de una familia india que vendió muchos de sus bienes para así costear una gran ceremonia de unión entre un mango con un jazminero.
Con el paulatino desarrollo de las culturas, esta creencia derivó en que había ciertos entes sagrados, ora espíritus de los muertos ora espíritus silvanos, que podían entrar y salir del interior de ciertos árboles y vagabundear por los bosques. Las gentes les hacían ofrendas para propiciar las lluvias sobre sus cultivos, una de las funciones o poderes de estos espíritus silvanos, o en otro caso, para no liberar a los demonios malignos de los árboles gruesos y retorcidos, pues podrían salir si el tronco era derribado y meterse en un cuerpo humano, causándole enfermedad y sufrimiento de toda clase.
En el arte clásico los espíritus silvanos fueron antropomorfizados, añadiendo a una figura humana algún elemento identificador como ramas, frutos u hojas, mientras que en los rituales fertilizadores se clavaban ramas en los surcos de los sembrados o se llevaban bajo el brazo manojos de hierbas, que encarnaban al espíritu arbóreo que vivía en los bosques cercanos a las casas y traían sus bendiciones de fertilidad sobre cosechas, ganado y mujeres.
Finalmente, se extendió la costumbre en toda Europa de poner una rama verde en las puertas de las casas el primer día de mayo ("día mayo"), y en especial en la puerta de los recién casados o de las mujeres casaderas -por su pretendiente.
Es evidente, según Frazer, que este sería el origen de la costumbre paneuropea del "palo mayo" o "árbol mayo" según la cual, en la víspera del 1 de mayo, a principios de verano o aún el día de San Juan (24 de junio), se talaba un árbol -generalmente abedul, álamo o abeto, por su simbolismo fálico- y se acarreaba hasta el centro del pueblo, donde se erigía y decoraba con guirnaldas, cintas, etc., A su alrededor se organizaba una fiesta en la que participaba todo el pueblo bailando y cantando con especial protagonismo los muchachos y muchachas jóvenes. El objeto de este ritual popular era llevar la primavera -encarnada en el espíritu arbóreo del árbol cortado- a la vegetación dormida o muerta en invierno. En ocasiones, al final de la festividad el árbol mayo se quemaba o se echaba al río, esta vez representando la despedida del invierno.

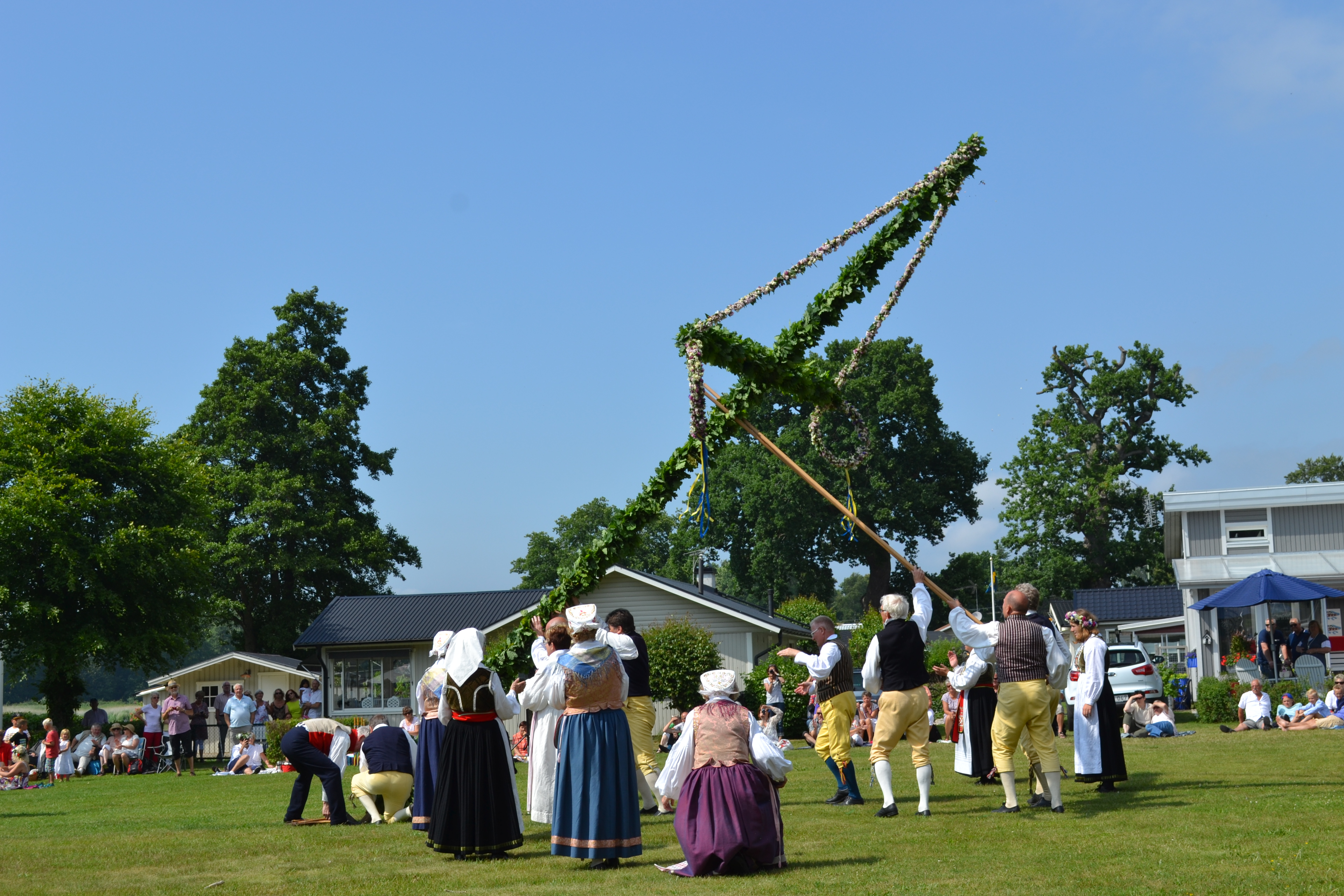
Alzada del árbol mayo.

Sin embargo, también ocurría que este, el espíritu silvano, fuera representado separado del árbol y revestido de forma humana. Por ejemplo en Alsacia, una joven a la que se llamaba "Rosita de mayo" se paseaba de casa en casa cantando y recolectando ofrendas a cambio de las bendiciones, coreada por los demás jóvenes del pueblo. En Lituania vestían a una joven de ramas y flores, la colocaban al lado del palo mayo y todos bailaban a su alrededor, especialmente los mozos. En Rusia, el día de San Jorge (23 de abril) se disfraza a un muchacho al que llaman "Jorge el Verde" de hojas, ramas y frutos y lo pasean por los cultivos con una antorcha en la mano (porta el fuego purificador y ahuyentador de espíritus poco propicios como brujas). Durante la Pascua de Pentecostés (desde finales de mayo a principios de junio), también en Rusia, se pasea a una joven ataviada con flores representando un álamo; en Holanda, a esta misma joven la llaman "la Flor de la Pascua de Pentecostés". Y al mozo que hace las veces de espíritu propiciatorio en Hannover lo llaman el "rey hoja" o el "hombrecito hoja". En otra parte de la que hoy es Alemania, Grosvargula, "el rey de la hierba" era llevado en procesión durante la Pascua de Pentecostés coronado con ramas de abedul, que luego cedía al Alcalde del pueblo. 
En la Hungría alemana se elegía a la chica más bonita y las demás jóvenes la adornaban y todos juntos en comparsa se paseaban con ella por las casas pidiendo dulces, huevos o embutidos; con frecuencia también se elegía un novio o rey para formar la pareja y juntos trajeran la fertilidad. Estos títulos a veces se mantenían durante todo el año hasta la siguiente elección estival. 
- Si los estudios de Frazer en La Rama Dorada fueran acertados, algunas costumbres que aún se mantienen vivas en el siglo XXI podrían ser explicadas o al menos interpretadas a la luz de su arqueología del comportamiento humano religioso. A saber: la tradición de regalarse flores entre amantes, de elegir una reina en las festividades de muchas localidades españolas o bien la estructura vestigial del villancico navideño por la que un grupo de niños van casa por casa cantando la noticia de que el Niño Jesús ha nacido (una noticia de renacimiento) a cambio de dulces. Así mismo, la tradición del Halloween americano con la misma estructura vistiendo disfraces.